# Хахенбург
Хахенбург (њем. Hachenburg) град је у њемачкој савезној држави Рајна-Палатинат. Једно је од 192 општинска средишта округа Вестервалд. Према процјени из 2010. у граду је живјело 5.710 становника. Посједује регионалну шифру (AGS) 7143229.

## Географски и демографски подаци
Хахенбург се налази у савезној држави Рајна-Палатинат у округу Вестервалд. Град се налази на надморској висини од 350 метара. Површина општине износи 21,4 km². У самом граду је, према процјени из 2010. године, живјело 5.710 становника. Просјечна густина становништва износи 266 становника/km².

## Међународна сарадња
| Мјесто       | Држава               | Врста сарадње | Од    |
| ------------ | -------------------- | ------------- | ----- |
| Хајам Ферерс | Уједињено Краљевство | партнерство   | 1990. |
| Извор        |                      |               |       |